# Arquidiócesis de Cartagena de Indias
La arquidiócesis de Cartagena, de Cartagena de Indias o de Cartagena en Colombia (en latín: Archidioecesis Carthaginensis in Columbia) es una circunscripción eclesiástica de la Iglesia católica en Colombia. Se trata de una arquidiócesis latina, sede metropolitana de la provincia eclesiástica de Cartagena. Desde el 25 de marzo de 2021 su arzobispo es Francisco Javier Múnera Correa, de los Misioneros de la Consolata.

## Territorio y organización

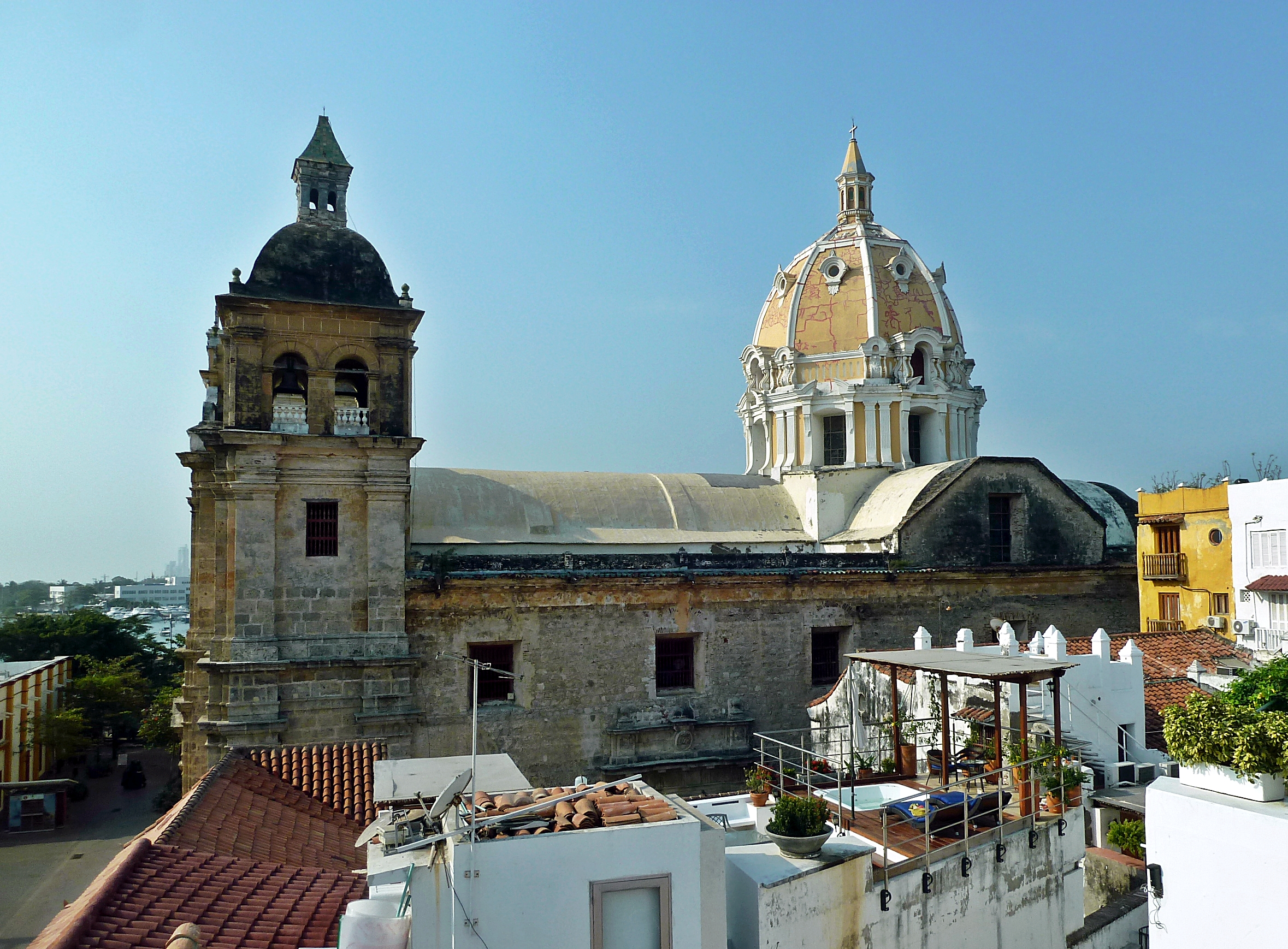
Iglesia de San Pedro Claver, Cartagena de Indias

La arquidiócesis tiene 8200 km² y extiende su jurisdicción sobre los fieles católicos de rito latino residentes en 19 municipios del departamento de Bolívar: Arjona, Arroyohondo, Calamar, Cartagena de Indias, Clemencia, El Carmen de Bolívar, El Guamo, Mahates, María la Baja, San Cristóbal, San Estanislao, San Jacinto, San Juan Nepomuceno, Santa Catalina, Santa Rosa, Soplaviento, Turbaco, Turbana y Villanueva.
La sede de la arquidiócesis se encuentra en la ciudad de Cartagena de Indias, en donde se halla la Catedral de Santa Catalina de Alejandría.
La arquidiócesis tiene como sufragáneas a las diócesis de: Magangué, Montelíbano, Montería y Sincelejo. La provincia eclesiástica tiene agregado al vicariato apostólico de San Andrés y Providencia, inmediatamente sujeto a la Santa Sede.
En 2023 en la arquidiócesis existían 108 parroquias agrupadas en 11 zonas pastorales (8 urbanas y 3 rurales):
Zonas urbanas
- Zona n.º 1 San Pedro Claver
- Zona n.º 2 San José
- Zona n.º 3 Santa María de los Ángeles
- Zona n.º 4 San Luis Beltrán
- Zona n.º 5 María Auxiliadora
- Zona n.º 6 La Divina Providencia
- Zona n.º 10 Cristo Salvado
- Zona n.º 11 Del Ave María

Zonas rurales
- Zona n.º 7 Santa Catalina de Alejandría
- Zona n.º 8 San Basilio Zona
- Zona n.º 9 Nuestra Señora del Carmen
- Zona n.º 12 San Francisco Javier

## Historia
La ciudad de Cartagena de Indias fue fundada el 1 de junio de 1533 y el 3 de octubre de 1533 el emperador Carlos V ordenó a su embajador en Roma que solicitara a la Santa Sede la erección de una diócesis para la nueva ciudad y presentara a fray Tomás de Toro como su primer obispo. La diócesis de Cartagena de Indias fue erigida el 24 de abril de 1534 mediante la bula Illius fulciti praesidio del papa Clemente VII, obteniendo el territorio de la diócesis de Panamá (hoy arquidiócesis de Panamá). Fue una de las primeras sedes episcopales establecidas en el continente de América. El obispo Toro llegó a Cartagena en 1534 y comenzó la construcción de la catedral.
Por medio de la bula Super universae orbis ecclesiae del 12 de febrero de 1546 se erigieron 3 arquidiócesis en el continente americano, pasando la diócesis de Cartagena a depender de la arquidiócesis de Santo Domingo, mientras que en 1564 pasó a formar parte de la de Santafé en Nueva Granada (actual arquidiócesis de Bogotá).
El 31 de agosto de 1804 cedió una porción de su territorio para la erección de la diócesis de Antioquia (hoy arquidiócesis de Santa Fe de Antioquia).
En la década de 1860 la Iglesia sufrió las limitaciones impuestas por el régimen liberal, como expropiación de bienes eclesiásticos (1861-1863), la declaratoria del derecho de "protección de cultos" (tuición de cultos, en 1861), por el cual ningún clérigo podía practicar las funciones del culto sin la autorización del poder ejecutivo; extrañamientos de obispos, supresión de comunidades religiosas y expulsión de los jesuitas (1861), se ocupan los bienes de la Iglesia y de las órdenes religiosas y se expropian los bienes conocidos como hipotecarios a favor del gobierno central. El obispo Bernardino Medina y Moreno fue expulsado por no aceptar la "tuición de cultos", pero regresó en 1865, para ser nuevamente expulsado en 1866 y regresar nuevamente en 1867.
El 20 de junio de 1900 fue elevada al rango de arquidiócesis metropolitana mediante el decreto In votis de la Congregación Consistorial. La provincia eclesiástica original incluía las diócesis de Santa Marta y Panamá.
Posteriormente cedió partes de su territorio para la erección de nuevas circunscripciones eclesiásticas:
- la misión sui iuris de San Andrés y Providencia (hoy vicariato apostólico de San Andrés y Providencia) el 20 de junio de 1912;
- la prefectura apostólica de Sinú (hoy diócesis de Montelíbano) el 12 de junio de 1924 mediante la bolla Christi Domini del papa Pío XI;[7]
- la diócesis de Barranquilla (hoy arquidiócesis de Barranquilla) el 7 de julio de 1932 mediante la bula Maxime quidem del papa Pío XI;[8]
- la diócesis de Montería el 20 de noviembre de 1954 mediante la bula Ad perpetuam rei memoriam del papa Pío XII;[9]
- las diócesis de Magangué (mediante la bula Recta sapiensque)[10] y Sincelejo (mediante la bula Ad Ecclesiam Christi)[11] el 25 de abril de 1969 por el papa Pablo VI.

La arquidiócesis recibió las visitas apostólicas del papa Juan Pablo II en 1986 y del papa Francisco en 2017.

## Estadísticas
Según el Anuario Pontificio 2024 la arquidiócesis tenía a fines de 2023 un total de 1 198 590 fieles bautizados.
| Año                                                                             | Población            | Población | Población      | Sacerdotes | Sacerdotes    | Sacerdotes    | Bautizados por sacerdote | Diáconos permanentes | Religiosos | Religiosos | Parroquias |
| Año                                                                             | Bautizados católicos | Total     | % de católicos | Total      | Clero secular | Clero regular | Bautizados por sacerdote | Diáconos permanentes | Varones    | Mujeres    | Parroquias |
| ------------------------------------------------------------------------------- | -------------------- | --------- | -------------- | ---------- | ------------- | ------------- | ------------------------ | -------------------- | ---------- | ---------- | ---------- |
| 1950                                                                            | 804 000              | 805 000   | 99.9           | 78         | 35            | 43            | 10 307                   |                      | 68         | 382        | 74         |
| 1959                                                                            | 590 000              | 593 000   | 99.5           | 72         | 46            | 26            | 8194                     |                      | 42         | 393        | 54         |
| 1964                                                                            | 814 703              | 815 178   | 99.9           | 584        | 412           | 172           | 1395                     |                      | 172        | 1048       | 398        |
| 1970                                                                            | 530 000              | 550 000   | 96.4           | 70         | 35            | 35            | 7571                     |                      | 49         | 306        | 40         |
| 1976                                                                            | 660 000              | 680 000   | 97.1           | 93         | 58            | 35            | 7096                     | 3                    | 48         | 339        | 80         |
| 1980                                                                            | 780 000              | 832 000   | 93.8           | 99         | 63            | 36            | 7878                     | 3                    | 46         | 376        | 82         |
| 1990                                                                            | 950 000              | 1 150 000 | 82.6           | 97         | 55            | 42            | 9793                     | 2                    | 58         | 308        | 74         |
| 1999                                                                            | 1 249 000            | 1 400 000 | 89.2           | 126        | 77            | 49            | 9912                     | 2                    | 63         | 261        | 94         |
| 2000                                                                            | 1 350 000            | 1 505 000 | 89.7           | 126        | 74            | 52            | 10 714                   | 2                    | 62         | 261        | 94         |
| 2001                                                                            | 1 051 000            | 1 167 000 | 90.1           | 127        | 83            | 44            | 8275                     | 2                    | 54         | 261        | 100        |
| 2002                                                                            | 1 066 000            | 1 185 000 | 90.0           | 128        | 82            | 46            | 8328                     | 2                    | 56         | 261        | 108        |
| 2003                                                                            | 1 176 000            | 1 196 000 | 98.3           | 130        | 77            | 53            | 9046                     | 2                    | 59         | 246        | 103        |
| 2004                                                                            | 1 076 500            | 1 210 000 | 89.0           | 135        | 81            | 54            | 7974                     | 2                    | 79         | 243        | 103        |
| 2006                                                                            | 1 076 000            | 1 228 000 | 87.6           | 135        | 77            | 58            | 7970                     | 2                    | 91         | 258        | 102        |
| 2013                                                                            | 1 201 000            | 1 342 000 | 89.5           | 139        | 95            | 44            | 8640                     | 1                    | 70         | 193        | 107        |
| 2016                                                                            | 1 242 950            | 1 388 584 | 89.5           | 152        | 102           | 50            | 8177                     | 1                    | 62         | 173        | 103        |
| 2019                                                                            | 1 175 407            | 1 465 130 | 80.2           | 146        | 103           | 43            | 8050                     | 2                    | 52         | 160        | 106        |
| 2021                                                                            | 1 210 755            | 1 510 260 | 80.2           | 143        | 103           | 40            | 8466                     | 2                    | 50         | 154        | 108        |
| 2023                                                                            | 1 198 590            | 1 545 865 | 77.5           | 145        | 103           | 42            | 8266                     | 2                    | 48         | 134        | 108        |
| Fuente: Catholic-Hierarchy, que a su vez toma los datos del Anuario Pontificio. |                      |           |                |            |               |               |                          |                      |            |            |            |